# شريان تاموري حجابي
الشريان التاموري الحجابي (بالإنجليزية: Pericardiacophrenic artery)‏ هو فرع طويل نحيل من الشريان الصدري الغائر . و يرافق العصب الحجابي ، بين الخراج الرئوي(Pulmonary pleurae) والتأمور ، إلى الحجاب الحاجز ، الذي يتم توزيعه. أنه تفمم (anastomoses) مع الشريان العضلي الحجابي (Musculophrenic)..

## وصلات إضافية
- صور تشريحية:19:11-0104 في مركز داونستيت الطبي التابع لجامعة نيويورك - "Pleural Cavities and Lungs: Structures Beneath the Left غشاء الجنب"